# Wincenty Tomaszewicz

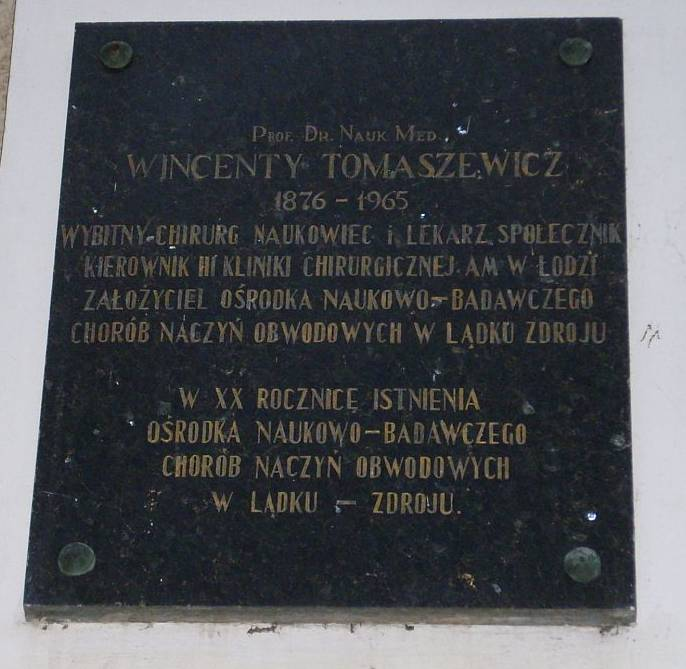
Tablica pamiątkowa w Lądku-Zdroju

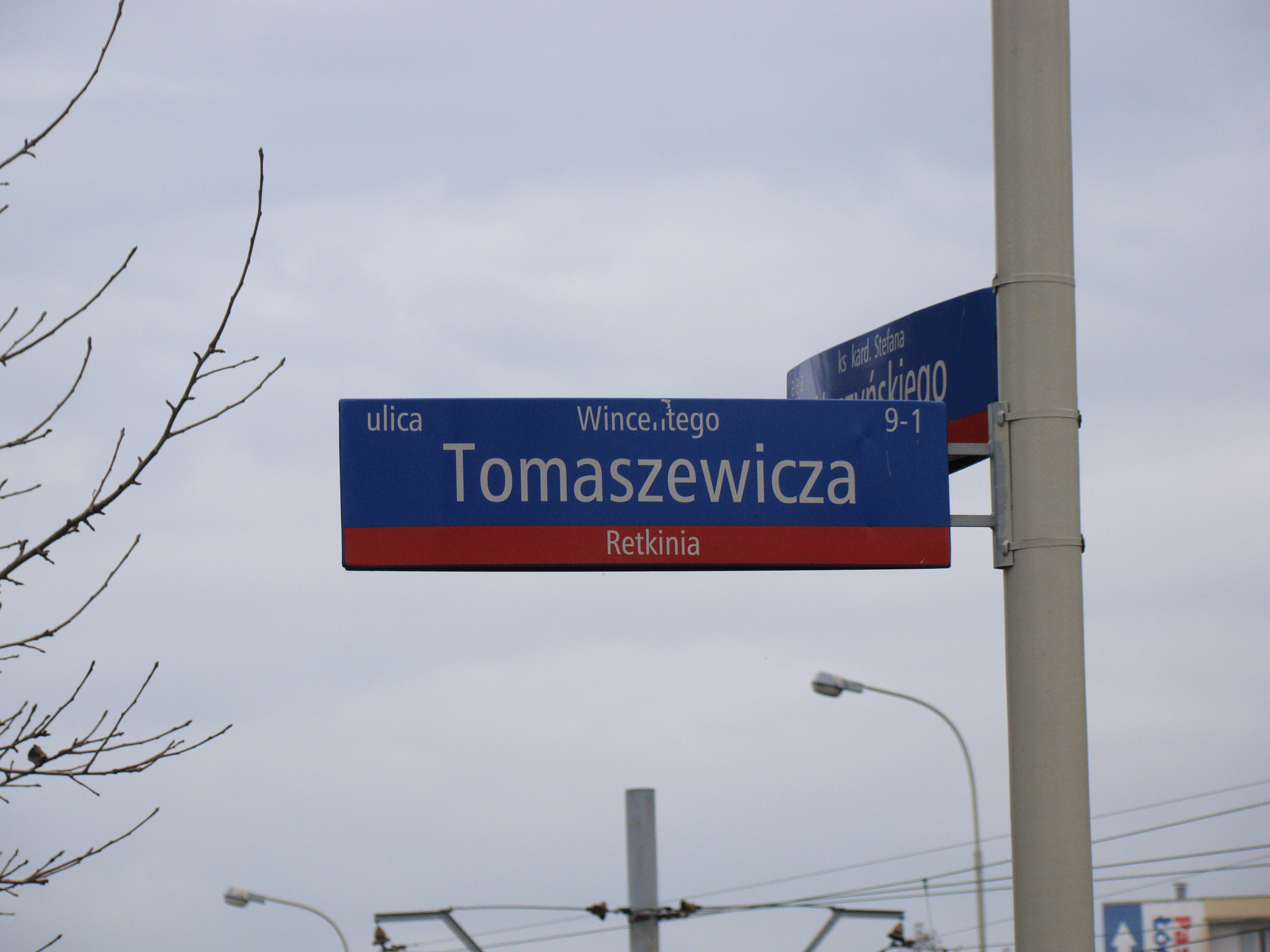
Ulica Wincentego Tomaszewicza w Łodzi

Wincenty Tomaszewicz (ur. 5 kwietnia 1876 k. Mohylewa, zm. 4 czerwca 1965 w Łodzi) – polski lekarz chirurg.

## Życiorys
Był wnukiem lekarza, synem Cezarego (pracownik kolejowy). Gimnazjum ukończył w Jelcu. W latach 1894–1900 studiował medycynę na Uniwersytecie Moskiewskim. Ponieważ próba pozostania na Uniwersytecie w katedrze prof. Kleina (chirurga) nie powiodła się z powodu niechęci ówczesnego rektora do Polaków, pierwszą pracę podjął jako lekarz rejonowy w powiecie lipieckim, w guberni tambowskiej.
W czasie I wojny światowej, od października 1915 r., przyjął posadę naczelnego lekarza szpitala gubernialnego w Jekaterynosławiu na Ukrainie. W 1916 roku znalazł się w gronie organizatorów uniwersytetu w tym mieście, m.in. obok prof. Władysława Dzierżyńskiego.
W końcu lipca 1922 r. zdecydował się na wyjazd do Polski. Tu, po nieudanych próbach otrzymania pracy na Uniwersytecie Warszawskim, z konieczności życiowej, w październiku tego samego roku podjął pracę jako lekarz kontraktowy – chirurg w szpitalu w Grudziądzu. Zaszczuty przez tamtejsze środowisko lekarskie, m.in. z powodu pracy społecznej na rzecz biednych pacjentów, przyjął propozycję zastępcy lekarza naczelnego łódzkiej Kasy Chorych, w której podjął pracę z początkiem kwietnia 1925 roku, stając się jednym ze znaczących współorganizatorów lecznictwa społecznego w Łodzi, w ramach tejże Kasy. Pracował przy stole operacyjnym w klinikach i szpitalach, uprawiał działalność pedagogiczną. W 1938 r. wszedł w skład miejscowego Komitetu Organizacyjnego Wyższej Uczelni Lekarskiej w Łodzi, którego działalność przerwał wybuch II wojny światowej.
9 listopada 1939 aresztowany został wraz z pięćdziesięcioma innymi znanymi mieszkańcami Łodzi jako zakładnik, w ramach łódzkiej akcji represyjnej tzw. Intelligenzaktion Litzmannstadt skierowanej przeciwko miejscowej inteligencji przeprowadzonej przez miejscowe gestapo. Aresztowani umieszczeni zostali w  obozie przejściowym na Radogoszczu przy ul. Krakowskiej 55 (dziś Liściasta 17). Został odłączony od grupy więźniów, którą rozstrzelano 12 listopada 1939 w lasach lućmierskich. Podczas pobytu w obozie pełnił funkcję lekarza obozowego, jak również leczył rodziny strażników. Wraz z nim w obozie był więziony Aleksander Margolis. W styczniu 1940 r. Tomaszewicz został przeniesiony do budynku dawnej fabryki Samuela Abbego. Po zwolnieniu, które nastąpiło 16 stycznia 1940 roku, wyjechał wraz z rodziną do Warszawy w Generalnym Gubernatorstwie, gdzie pracował pod fałszywym nazwiskiem jako robotnik w sklepie z artykułami żelaznymi.
Podczas powstania warszawskiego był szefem sanitarnym w oddziale „Bakcyl – Północ”. Kierował zespołem chirurgów w Centralnym Powstańczym Szpitalu Chirurgicznym nr 1. Po upadku powstania (październik 1944) przeszedł przez obóz przesiedleńczy w Pruszkowie, z którego został zwolniony ze względu na podeszły wiek.
Po II wojnie światowej był jednym z założycieli Uniwersytetu Łódzkiego (11 czerwca 1945 r.) i dziekanem Wydziału Lekarskiego na tymże Uniwersytecie. Następnie był jednym z organizatorów Akademii Medycznej w Łodzi, powstałej na bazie wspomnianego wyżej Wydziału Lekarskiego UŁ (24 października 1949). W roku 1954 został powołany tamże na stanowisko profesora chirurgii. Ponadto był założycielem (lata 50. XX w.) ośrodka naukowo-badawczego chorób naczyń obwodowych w Lądku-Zdroju.
Działacz Stronnictwa Demokratycznego. Był radnym w ostatnim przedwojennym Zarządzie Miasta Łodzi, a po wojnie przez 10 lat – również jako działacz SD członek Prezydium Miejskiej Rady Narodowej w Łodzi.
Pochowany został na cmentarzu komunalnym Doły w Łodzi.
Odznaczony Orderem Sztandaru Pracy II (1954) i I klasy i Złotym Krzyżem Zasługi.
Pośmiertnie ukazały się jego wspomnienia autobiograficzne zawierające wiele ciekawych i istotnych informacji m.in. na temat organizacji społecznej służby zdrowia w Łodzi, w okresie międzywojennym oraz tworzenia Uniwersytetu w Jekaterynosławiu. 

## Upamiętnienie
Jego imieniem została nazwana ulica w Łodzi, na osiedlu Retkinia. Został upamiętniony na wystawie dr Ludwiki Majewskiej pt. „Zagłada mikrokosmosu. Inteligencja w obozie w Radogoszczu 1939/40”, której wernisaż odbył się 10 października 2024 r. w Oddziale Martyrologii Radogoszcz Muzeum Tradycji Niepodległościowych w Łodzi.